# Персијски леопард
Персијски леопард (лат. Panthera pardus saxicolor) је подврста леопарда, врсте сисара из реда звери (Carnivora) и породице мачака (Felidae). 

## Распрострањење
Подручје Кавказа, Турска, Иран, Туркменистан, Авганистан.

## Станиште
Персијски леопард има станиште на копну.

## Угроженост
Ова подврста се сматра угроженом.

### Популациони тренд
Популација ове подврсте се смањује, судећи по расположивим подацима.